# قائمة لاعبي الفيصلي الأردني

شعار النادي الفيصلي.

النادي الفيصلي الأردني هو نادي تأسس عام 1932 في عمان باسم كشافة النادي الفيصلي ثم أخذ اسمه الحالي العام 1941م. وهو يلعب في الدوري الأردني الممتاز. يعتبر الفيصلي أنجح نادي كرة قدم في تاريخ الأردن؛ فهو النادي الوحيد الذي فاز ب77 بطولة موزعة على الدوري الأردني للمحترفين، كأس الأردن، درع الاتحاد الأردني، كأس السوبر الأردني وغيرها، وهو كذلك النادي الوحيد في الأردن من فرق الدرجة الممتازة (المحترفين) الذي لم يهبط للدرجة الأولى في تاريخه أبداً.

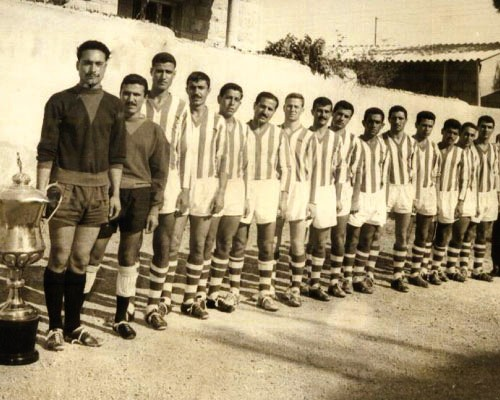
صورة من ثلاثينيات القرن الماضي للاعبين كشافة النادي الفيصلي.

هذه قائمة بالأجيال المتعاقبة من نجوم الفيصلي الذين حققوا البطولات وسطروا تاريخ النادي على مر العصور:

## عقد الأربعينات
- مصطفى سيدو الكردي
- يوسف مامو
- زهير عبد الهادي
- محمد سالم إربيحات
- سليم عوض
- عبد ربه أبو جسار
- خالد الهنداوي
- محمد الصمادي
- رشاد المفتي
- مازن العجلوني
- يوسف مثقال
- سليمان مامو
- أحمد الحجاجا
- ممدوح خير
- عبد الله أبو نوار
- هاشم البليسي
- فريدون حكمت
- يوسف الياس
- عادل الجقة
- كمال الجقة
- مظهر النابلسي
- حسن الجقة
- محمد القريوتي
- فخري البلبيسي
- نادر السعودي
- عماد الوزني
- محمد هادي عصفور.

## عقد الخمسينات
- إردش
- أمين الهقش
- أحمد السكران
- نبيل حمارنه
- مروان الجقة
- هاني كرادشة
- شحادة موسى
- نواف العبدلات
- شفيق عدس
- سمير إبراهيم
- نواف حينا
- إبراهيم نغوى
- ممدوح خورما
- محمد عصفور
- سلطان العدوان
- عدنان أبو جعفر
- أديب فاخوري
- محمد الجقة
- وائل زكريا
- حسين القاضي
- محمد هادي عصفور
- زكي أبو الغد
- عطا جبران
- ماجد الروسان
- وليد عصفور
- عدنان نغوى
- داوود عبد الهادي
- حسان زكريا.

## عقد الستينات
سميح متى خوري، محمد أمين، نادر سرور، أبو عرقوب، جميل عبد الكريم العبداللات، عدنان مسعود، عبد الرؤوف الكيلاني، عادل عيسى، محمد قاسم سمارة، جودت عبد المنعم، محمد عوض، مصطفى العدوان، طوني زغول، علي الشقران، محمد سعد الشنطي، نقولا الحلو، رجا دلل، ماجد العدوان.

## عقد السبيعينات
ميلاد عباسي، عبد الكريم الزبيدي، وائل حمارنة، موسى النحاس، إبراهيم الفاعوري، محمد ذهب، عوض بشير، محمد اليماني، إبراهيم مصطفى، أحمد الروسان، حسام سنقرط، وليد العنبتاوي، سائد استيتيه، زياد جميل، فايز العبداللات، باسم مراد سمير مولود، خليف لافي، محمد البردويل، عبد الرحمن شبانه، الياس عكاوي، علي مرجان مرجان، إبراهيم النحاس، عيسى النحاس، علي مهاوش العبداللات، خليل النحاس.

## عقد الثمانينات
أنيس شفيق، خالد سعيد، عماد مسلم، نهاد صوقار، سامي السعيد، ماهر الهنداوي، نعيم الطهراوي، ناصر عبد الفتاح، موسى عوض، جمال أبو عابد، خالد عوض، عماد زكريا، لافي حاطوم، حسن أمان، عمر مرمش، صبحي عوض، داوود دبابنة، عماد مفرّج، فراس الخلايلة، زياد أبو شنب، إيهاب نصر، طارق عوض، محمد الدناوي، عماد عوض.

## عقد التسعينات
وليد أبو حميد، نادر أحمد، علي محمود، صبحي سليمان، رائد الجبور، جريس تادرس، جعفر حماد، علي الزعبي، ناصر إبراهيم، عدنان عوض، مهند محادين، رياض حسن، حسن المصري، أمين عزمي، ماهر عزت، محمد رجب أبو فنون، راتب العوضات، موفق العبادي، جوزيف حتر، محمد الهنداوي، حسونة الشيخ، حاتم عقل، أحمد خليل، محمود مطر، رامي أبو فنار، محمد منصور التوايهة، هيثم الشبول، أسامة طلال، مؤيد سليم

## عقد 2000
لؤي العمايرة، سمعان هلسه، فريدون شمس الدين، قصي أبو عالية، نور الدين التكروري، محمد زهير، حازم العنبتاوي، خالد سعد، عثمان الحسنات، مؤيد العجرمي، حسام شديفات، قيس العتيبي، عبد الهادي المحارمة، محمد نعيم، محمد خميس، سراج التل، عبد الإله الحناحنة، شريف عدنان، محمد منير، مؤيد أبو كشك، حسين زياد، عمر غازي، عصام المبيضين، علاء مطالقة، أنس حجي، ماهر الشولي، بهاء عبد الرحمن، عامر أبو عامر، معن أبو قديس، محمد خير، زبن الخوالدة، بلال أبو لاوي، وسيم البزور، حمزة صالح، محمود زعتره، خليل بني عطيه، يوسف النبر، عامر وريكات، محمد العتيبي، مهند المحارمة، رائد النواطير، أحمد هايل ،أكرم الزوي